# Cypripedium candidum
Cypripedium candidum é uma espécie de orquídea terrestre, família Orchidaceae, que habita o sul do Canadá e norte e centro dos Estados Unidos da América.